# 前田庸生
前田 庸生 (まえだ つねお、1946年12月2日 - ) は、日本のアニメ監督。

## 人物
1990年に『走れ!白いオオカミ』で、毎日映画コンクールアニメーション映画賞 (第45回) を受賞した。1990年以降の主な映画作品として、他に
『よなよなペンギン』
『あらしのよるに』
『スレイヤーズぷれみあむ』
『メトロポリス』
『バンパイアハンターD』などがある。
元京都精華大学マンガ学部アニメーション学科教授。

## 作品
- 『走れ!白いオオカミ』
- 『よなよなペンギン』
- 『あらしのよるに』
- 『スレイヤーズぷれみあむ』
- 『メトロポリス』
- 『バンパイアハンターD』
- 『まんが日本昔ばなし』